# Xenagama taylori
Xenagama taylori — вид ігуаноподібних ящірок родини агамових (Agamidae). Мешкає в Ефіопії і Сомалі.

## Поширення і екологія
Xenagama taylori мешкають в регіоні Хауд в сомалійських провінціях Тогдер і Вокуй-Гальбід та на півночі ефіопського регіону Сомалі. Вони живуть в сухих рідколіссях, напівпустелях і посушливих саванах, зустрічаються у більш посушливих місцевостях, ніж інші представники роду Xenagama. Віддають перевагу піщаним ґрунтам, уникають кам'янистих мсіцевостей. Дорослі особини риють нори біля підніжжя чагарників. які досягають більш вологих шарів ґрунту. Молоді особини не риють нори, а натомість укриваються в густій рослинності або під камінням. Живляться переважно комахами. Відкладають яйця.